# Nous... les hommes
Pour la chanson de 1925, voir Yes Sir, That's My Baby.
Pour plus de détails, voir Fiche technique et Distribution.
Nous... les hommes (Yes Sir That's My Baby) est un film américain réalisé par George Sherman, sorti en 1949.

## Fiche technique
- Titre original : Yes Sir That's My Baby
- Titre français : Nous... les hommes
- Réalisation : George Sherman
- Scénario : Oscar Brodney
- Photographie : Irving Glassberg
- Musique : Walter Scharf
- Montage : Ted J. Kent
- Production : Leonard Goldstein
- Pays de production :  États-Unis
- Format : couleurs - 1,37:1 - Mono
- Genre : comédie
- Durée : 82 minutes
- Date de sortie : 1949

## Distribution
- Donald O'Connor : William Waldo Winfield
- Charles Coburn : Professeur Jason Hartley
- Gloria DeHaven : Sarah Jane Winfield
- Joshua Shelley (en) : Arnold Schultze
- Barbara Brown : Professeur Sophia Boland
- Jim Davis : Joe Tascarelli
- James Brown : Tony Cresnovitch
- Jack Lambert : Leslie Schultze
- Hal Baylor : Pudge Flugeldorfer